# Kermerrien
 (février 2020).
La Kermerrien est une variété de pomme à cidre amère.

## Description
Elle arrive à maturité début octobre. Très juteuse et très parfumée, c'est une variété très amère.

## Usage
Elle est très utilisée pour les crus de Cornouailles.